# 黒瀬建設社長銃撃事件
黒瀬建設社長銃撃事件（くろせけんせつしゃちょうじゅうげきじけん）とは、2012年1月17日に発生した、建設会社の社長が何者かによって銃撃された事件。

## 概要
2012年1月17日午前5時半頃、福岡県中間市の黒瀬建設中間支店前の路上で、同社社長（当時53歳）が男に腹や腕を銃撃され、全治約1カ月の重傷を負った。男は40歳ぐらいで、黒っぽい服とニット帽にマスク姿をしており、徒歩で逃走した。黒瀬建設は、下請け業者を選定する際にまとめ役となる「名義人」を務め、銃撃された社長は暴力団排除活動に参加していたことから、暴力団による犯行の疑いで捜査が進められていた。
2012年12月6日、工藤会系組幹部のX（当時38歳）とY（当時35歳）が銃撃事件に関与したとして殺人未遂と銃刀法違反の容疑で逮捕された。2人の関係先から押収した衣服に付いた微物のDNA型が38歳の工藤会系組幹部と一致し、押収した衣服は目撃された犯人の着衣に酷似し、銃撃の際に付く硝煙反応も確認された。
事件の前後、2人の工藤会の組織内で昇格していたことが判明しており、工藤会が組織的に関わった疑いがもたれている。
2012年12月28日にX、Yの2人は殺人未遂罪と銃刀法違反（発射罪）の容疑で起訴された。裁判員裁判の対象であったが、暴力団事案であることから、福岡地検は裁判所に対象から外すよう求め、2013年9月9日に福岡地裁は裁判員裁判除外を認めた。

## 裁判
2013年11月5日、福岡地裁小倉支部（大泉一夫裁判長）で初公判が開かれ、X、Yともに起訴事実を全面的に否認した。冒頭陳述で検察側は「拳銃は見つかっていないが、X宅から出されたゴミ袋に、薬きょう数個と硝煙反応が検出された衣服が入っていた」とした上で「被害者と個人的なトラブルはなく、組織的に計画された犯行。Xが実行犯として銃撃し、唯一の配下であるYが薬きょうなどをゴミ袋に入れた」と述べた。
一方、弁護側は「薬きょうはXが事件前、拳銃を遊びで撃った際のもの。検察側の主張は憶測にすぎず、Yが事前に共謀した事実も具体的に提示されていない」と反論した上で無罪を主張した。
2013年11月11日、論告求刑公判が開かれ、検察側は「工藤会の組織的犯行。一般人を標的にした我が国でも類を見ない、極めて凶悪な犯行で、断固たる厳罰をもって臨むべきだ」としてXに無期懲役、Yに懲役20年を求刑した。弁護側は「工藤会が男性の命を狙う理由はない」などと述べて改めて無罪を主張、裁判が結審した。
2013年11月15日 福岡地裁小倉支部（大泉一夫裁判長）で判決公判が開かれ「実行犯であると認めるには合理的疑いが残る」としてX、Yの2人に対して無罪を言い渡した。判決は、現場に残った弾丸と薬莢とが一致する可能性を指摘した福岡県警の鑑定について「（弾丸と薬莢が同一の銃弾かどうかの）鑑定方法は科学的に確立されたとは認められず、弾丸と薬莢の結びつきの検証が不十分」「薬莢は本件以外の場面で使用されたものである可能性も考えられる」と指摘 。その上で「Xが実行犯である可能性は高いが合理的な疑いが残る」とし、Yについても「共謀を認められない」と犯人性を否定した。
2015年6月29日、福岡高裁（福崎伸一郎裁判長）は「決定的な証拠はない」として一審の判決を支持、検察側の控訴を棄却した。福岡高検は「上告理由がない」として上告を断念したため、上告期限を迎えた7月14日午前0時をもってX、Yの無罪判決が確定した。